# گاروو
گاروو (به صربی: Garevo) یک منطقهٔ مسکونی در صربستان است که در ولیکو گردیشت واقع شده‌است.